# Río Mayoventi
Der Río Mayoventi ist ein etwa 50 km langer linker Nebenfluss des Río Cutivireni in der zentral in Peru gelegenen Region Junín. Der im Osten der Provinz Satipo fließende Río Mayoventi ist der größte Nebenfluss des Río Cutivireni.

## Flusslauf
Der Río Mayoventi entspringt in der nördlichen Cordillera Vilcabamba im Süden des Distrikts Río Tambo auf einer Höhe von etwa 3600 m. Der Río Mayoventi fließt anfangs 7 Kilometer in Richtung Nordnordwest. Anschließend durchschneidet er einen Bergkamm in nordöstlicher Richtung. Ab Flusskilometer 39 wendet sich der Fluss allmählich in Richtung Nordnordwest. Auf seinen unteren 30 Kilometern verläuft der Río Mayoventi in nördlicher Richtung durch das Bergland. Bei Flusskilometer 22 befindet sich ein natürlicher Damm, der den Río Mayoventi zur knapp 110 ha großen Laguna Mayoventi aufstaut. Der Río Mayoventi trifft schließlich auf einer Höhe von etwa 670 m auf den nach Westen fließenden Río Cutivireni.

## Einzugsgebiet
Der Río Mayoventi entwässert ein Areal von ca. 617 km². Das Gebiet befindet sich an der Westflanke der nördlichen Cordillera Vilcabamba. Der östliche Teil liegt im Nationalpark Otishi, der westliche Teil im Schutzgebiet Reserva Comunal Asháninka. Im Westen grenzt das Einzugsgebiet des Río Mayoventi an das des abstrom gelegenen Río Cutivireni, im Südwesten und im Süden an das des Río Quempiri sowie im Osten an das des oberstrom gelegenen Río Cutivireni.